# 513 Centesima
Az 513 Centesima egy a Naprendszer kisbolygói közül, amit Max Wolf fedezett fel 1903. augusztus 24-én.